# Saint-Moreil
Saint-Moreil är en kommun i departementet Creuse i regionen Nouvelle-Aquitaine i de centrala delarna av Frankrike. Kommunen ligger i kantonen Royère-de-Vassivière som tillhör arrondissementet Aubusson. År 2022 hade Saint-Moreil 218 invånare.

## Befolkningsutveckling
Antalet invånare i kommunen Saint-Moreil
Referens:INSEE